# 神祇省
神祇省（じんぎしょう）は、明治4年8月8日（1871年9月22日）から明治5年3月14日（1872年4月21日）に神祇の祭祀と行政を掌る機関として律令制以来の神祇官に代わって設置された。
形式上のみとはいえ、太政官よりも上位とされた神祇官に対して、太政官の1機関に格下げられた神祇省は一見すると地位が低下したようにも見受けられるが、実際には大教宣布の理念に基づいた天皇による祭政一致、ひいては神道の国家宗教化を目指す方針のために政府の関与を強めるためのものであった。神祇卿は設置されず、神祇大輔に福羽美静が任命された。
その後、神祇官末期に設置された宣教使による大教宣布を強化するために、わずか半年で教部省に改称され（明治5年3月14日(1872年4月21日)第82号布告）、宮中祭祀の事務の部分は分離されて式部寮に移されることとなった（3月15日通達、同3月23日(1872年4月30日)第92号布告）。このとき式部寮は太政官直属で、1875年（明治8年）4月の太政官第59号で式部寮は太政官所属から宮内省に移管された。その後、背景は不明であるが、同年12月の太政官第182号で正院に戻されたが、1877年（明治10年）9月の太政官達第64号で再び式部寮は宮内省の管轄となった。

## 脚註
1. ↑  安丸良夫・宮地正人編『日本近代思想大系5　宗教と国家』431ページ
2. ↑  川出, 清彦『大嘗祭と宮中のまつり』（snippet）名著出版、1990年、211頁。
3. 1 2  石倉幸雄「明治憲政における宮中と府中の関係」『国際経営・文化研究』第21巻第1号、国際コミュニケーション学会、2016年12月、17-36頁、ISSN 1343-1412、CRID 1050845764076618624、2023年6月27日閲覧。